# 1374

## أحداث
- مغادرة عبد الرحمن بن أبي یفلوسن لمشيخة الغزاة إلى المغرب، ليصبح آخر شیخ مریني لھذه المشيخة.

## مواليد
- علي بن أحمد المهائمي

## وفيات
- لسان الدين بن الخطيب
- كونراد فون ميغنبيرغ[1]